# Operação Sentinela
A Operação Sentinela (em francês:  Opération Sentinelle) é uma operação do exército francês desdobrada após os atentados de 7, 8 e 9 de janeiro de 2015, para enfrentar a ameaça terrorista no território nacional e proteger os "pontos" sensíveis do território. A operação foi reforçada durante os atentados de 13 de novembro de 2015 na Île-de-France.

## Objetivos
Decidida pelo Presidente da República Francesa François Hollande, a Operação Sentinelle reforça a segurança no território nacional além do plano Vigipirate, no âmbito da luta contra o terrorismo. Está operacional desde 12 de janeiro de 2015.
Em 13 de julho de 2017, o Presidente da República Emmanuel Macron anunciou uma revisão do dispositivo:

"Proporemos uma nova doutrina de intervenção que nos permitirá aprofundar a organização da Sentinela para ter maior eficiência operacional e ter em conta a evolução da ameaça."
Em 20 de março de 2019, Emmanuel Macron anunciou ao Conselho de Ministros a sua decisão de utilizar as forças da Operação Sentinela no âmbito do 19º ato de mobilização dos coletes amarelos para proteger "pontos fixos e estáticos". A utilização anterior do exército face a um movimento social datava de 6 de julho de 1992, quando o então primeiro-ministro Pierre Bérégovoy mobilizou soldados e tanques AMX-30 para limpar estradas bloqueadas por caminhoneiros.
Desde novembro de 2020, as forças da Operação Sentinela também participam na luta contra a imigração ilegal.

## Forças engajadas

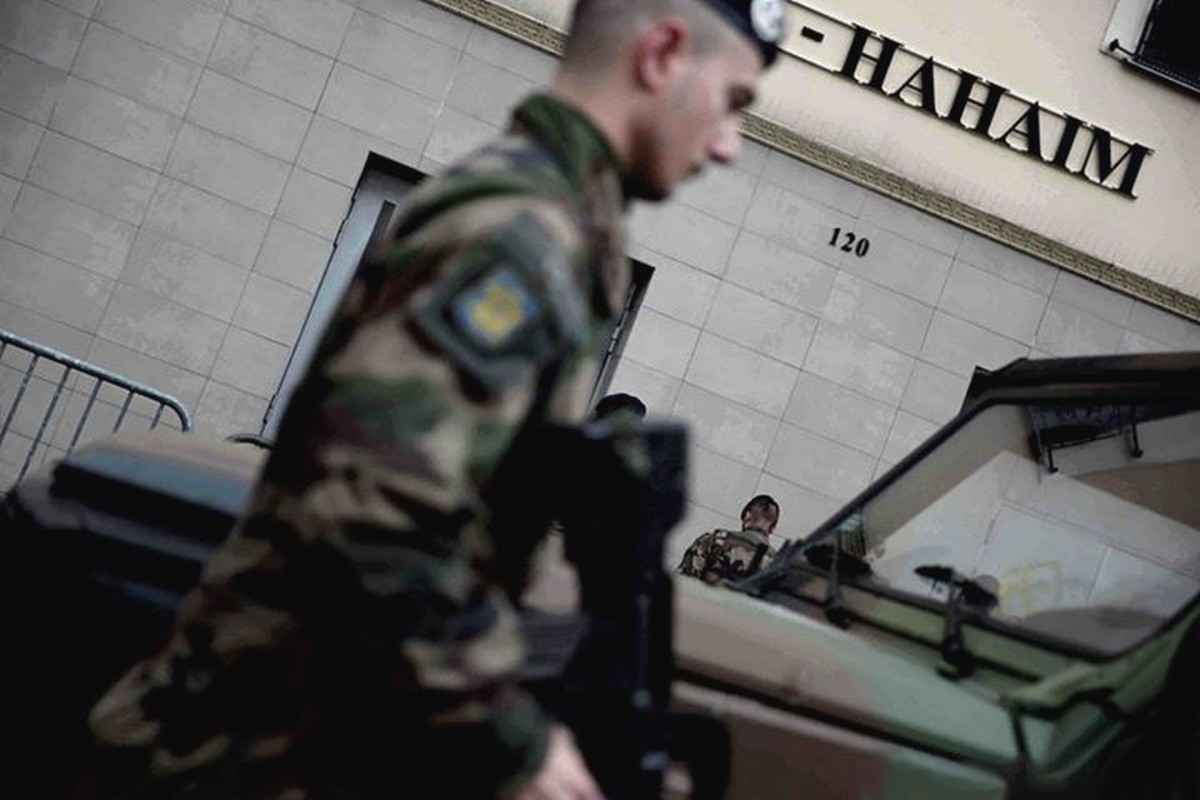
Após os ataques de 2015, os militares da Vigipirate - Operação Sentinela perto de locais de culto; a Sinagoga Or Hahaim de Belleville, no 20º arrondissement de Paris.

De 2015 a 2021, a Operação Sentinelle viu um desdobramento de quase 225.000 militares franceses, com 90% deles pertencentes ao Exército, a fim de ajudar as forças de segurança interna na luta contra o terrorismo islâmico.
Em 13 de fevereiro de 2015, 10.412 militares foram mobilizados. Este sistema foi complementado por 4.700 policiais e gendarmes e é mantido pelo menos até o verão. Estas forças são responsáveis pela segurança de 830 pontos sensíveis em França. Assim, locais de culto, escolas, representações diplomáticas e consulares e até meios de comunicação social são monitorizados 24 horas por dia. 154 unidades foram desdobradas em 722 locais classificados como “sensíveis” pelos prefeitos.
Depois de ter estabelecido um sistema de emergência face a uma situação de crise, o exército decide adaptar gradualmente o seu modo de actuação no sentido de uma maior mobilidade. As patrulhas militares estáticas estão sendo substituídas por patrulhas mais móveis. O objetivo é "tornar a presença dos militares menos previsível" e "reduzir a força militar em etapas, para trazê-la para 7.500, depois para 3.000".
No dia 29 de abril de 2015, face à evolução da ameaça terrorista, o Presidente da República anunciou a continuação da operação antiterrorista interna, com a mobilização continuada de 7.000 militares.
Após os ataques de 13 de novembro de 2015, o efetivo da Sentinelle aumentou para 10.000 soldados, 6.500 foram desdobrados na Île-de-France e 3.500 na Provença. No total, foram mobilizadas 50 unidades para fazer face a este aumento no número de militares participantes na Operação Sentinela. A isto somam-se os 1.500 marinheiros que asseguram a defesa das abordagens marítimas francesas e os 1.000 soldados da Força Aérea que garantem a segurança permanente do espaço aéreo francês. Isto eleva-se, portanto, a cerca de 13.000 militares que garantem a segurança no território metropolitano. Os veículos são impressos com o emblema "Mission Vigipirate" e "Vigipirate – Opération Sentinelle" e os soldados circulam uniformizados.
Em julho de 2016, o ministro da Defesa, Jean-Yves Le Drian, anunciou que a Operação Sentinela seria mantida, mas que teria de se “adaptar”. O ministro falou em particular numa provável queda dos números após o Euro 2016.